# Evil-Lyn
Evil-Lyn izmišljeni je lik iz multimedijalne franšize Gospodari svemira koju je stvorio Mattel, koji se pojavljuje u animiranim filmovima, stripovima, mini stripovima, filmu i kolekciji akcijskih igračaka. Zla je čarobnica i članica Zlih ratnika te Skeletorova zamjenica i jedna od najsposobnijih i najmoćnijih njegovih pristalica. Njeno glavno oružje je njena magična moć koju ispoljava ili posve samostalno ili putem svog čarobnog štapa s kristalnom kuglom na vrhu.
Iako je Skeletoru često pouzdana saveznica, ponekad djeluje samostalno i u svoju korist te pokazuje ambiciju da jednom sama zavlada Eternijom. Povremeno sklapa saveze koji idu na štetu Skeletoru te ga izdaje, a neki od njenih privremenih saveznika bili su Hordak i Kralj Hiss.

## Povijest lika
Evil-Lyn je zla čarobnica koju je, u originalnoj seriji, pozvao mračni gospodar Skeletor, kako bi činila dio njegovih Zlih ratnika, zajedno s Beast Manom, Trap Jawom, Tri-Klopsom i Mer Manom. Ona je najpametnija i najsposobnija Skeletorova suradnica te je ujedno njegova zamjenica. U franšizi Gospodari svemira zamišljena je kao antipod Teele, označene kao božanska ratnica, zbog čega se s druge strane, Evil-Lyn naziva zla božanska ratnica.
Njeno oružje je čarobni štap okrunjen kristalnom kuglom na vrhu, pomoću kojeg izvodi brojne opasne čarolije i vrši napada na Herojske ratnike predvođene He-Manom. Unatoč tome, sposobna je koristiti svoju moć i bez čarobnog štapa u čemu je jednako uspješna. U originalnoj seriji je prilično rijetko koristila svoj čarobni štap i većinu je čarolija i napada odrađivala bez njega. U novijoj adaptaciji serije iz 2002. godine, češće se koristi čarobnim štapom za uzvedbu čarolija, ali i kao sredstvom za napad i obranu od neprijatelja. U nastavku originalne serije objavljenom 2021. godine, Gospodari svemira: Otkriće, Evil-Lyn se također često služi čarobnim štapom, koji je isprva imao dosta dulji štap, ali je oštećen u njenom sukobu s Teelom.
Iako donekle odana Skeletoru, Evil-Lyn često ne krije kako imao osobne ambicije vladati Eternijom i imati mnogo veću moć i vlast, zbog čega ponekad odlučuje djelovati po strani, o svom interesu, ali povremeno zna i izdati Skeletora. Zbog toga je ponekad znala stvoriti suradnju sa Skeletorovim neprijateljima poput Hordaka, no u većini slučajeva ta suradnja bi bila okončana nakon što bi Evil-Lyn postala nepotrebna i odbaćena.

## Originalni mini stripoviGospodari svemira
Evil-Lyn se u mini stripovima (1983. - 1987.) prikazuje kao zla čarobnica žute boje kože, veoma vješta i sposobna te čini jednu od najpametnijih čalnova Skeletorove zle skupine. Sklona je izdaji pa povremeno sklapa tajne saveze sa Skeletorovim neprijateljima, osobito Hordakom koji je ili odbije ili odbaci nakon što mu više nije potrebna. U mini stripovima se pojavljuje prvi put u broju pod naslovom The Obelisk iz 1984. godine.

## Televizijska adaptacija lika

### He-Man i Gospodari svemira (1983. – 1985.)
U originalnoj seriji iz 1980-ih Evil-Lyn je zla čarobnica i zamjenica zlog gospodara Skeletora. Često boravi na Zmijskoj planini uz Skeletora i ponekad se usuđuje reći mu ono što drugi članovi zle skupine nisu hrabri izreći. Zbog toga je njen odnos sa Skeletorom povremeno zategnut, a dodatne probleme stvara njena osobna ambicija da stekne i zadrži moć za sebe, zbog čega zna izdati Skeletora i raditi isključivo za svoje interese, iako se uvijek vraća Skeletoru.

### Gospodari svemira (1987.)
U znanstveno-fantastičnom igranom filmu Gospodari svemira (1987.), ulogu Evil-Lyn igrala je američka glumica Meg Foster. Evil-Lyn je prikazana kao lik veoma odan Skeletoru, a kroz radnju se nagoviješta i bliža emotivna veza između njih dvoje, iako ona osjeća strahopoštovanje prema njemu i ponekad je zastrašena očekivanjem njegove reakcije. U filmu je više orijentirana na uporabu tehnologije, a samo su u nekoliko navrata naslućuje kako posjeduje magične moći.
Ima položaj Skeletorove zamjenice i desne ruke te osobno predvodi napad na He-Mana i njegovu družinu na Zemlji, nakon što propadne napad Skeletorovih plaćenika Beast Mana, Bladea, Sauroda i Karga. Prikazana je kao hladna, proračunata i iznimno inteligentna.

### He-Man i Gospodari svemira (2002. – 2004.)
U novoj verziji He-Mana i Gospodara svemira Evil-Lyn je također prikazana kao moćna zla čarobnica ili vještica i Skeletorova suradnica. Spominje se i da je njen otac nekoć bio član Vijeća mudraca i privrženik kralja Sive Lubanje imenom Nikolas Powers, vladar Zalesije, kojemu je kralj naložio zaštitu Štapa Uništenja i Ovnovog Kamena. Svoju kćer Evelyn je, uz pomoć Tornja Moći poslao u budućnost kako bi ju spasio od grozote Velikog rata, a budući da je osuđen na besmrtnost, živ je i u njenom vremenu gdje nosi ime Bezlični. U međuvremenu, poslana u budućnost, Evil-Lyn je pronašao Keldor i uzeo je pod svoju zaštitu te ju je naučio kako da ovlada svojim magičnim moćima i postane moćna čarobnica i pridružio je svojim Zlim ratnicima.
Evil-Lyn je samovoljna, ambiciozna i inteligentna, iako naoko odana Skeletoru te ga je nekoliko puta izdala ili je poduzimala radnje koje su u njenom interesu, ali oprečne Skeletorovim ciljevima.

### Gospodari svemira: Otkriće (2021.)
U Netflixovoj animiranoj seriji Gospodari svemira: Otkriće emitiranoj 2021. godine, koja predstavlja kontinuitet originalne Filmationove serije iz 1980-ih, Evil-Lyn je prikazana u skladu s ranijim utemeljenim kanonom, kao moćna čarobnica, lukava i ambiciozna. Međutim, nakon što shvati kako ju je Skeletor iskoristio kako bi sakrio i sačuvao svoju životnu esenciju u njenom čarobnom štapu odakle je crpio njenu životnu silu, Evil-Lyn je shvatila kako je cijelo vrijeme njen odnos sa Skeltorom bio odnos u kojem je ona bila iskorištavana. Zbog toga je preuzela inicijativu i oduzela Skeletoru Mač Moći te se preobrazila u moćnu ratnicu.
U ovoj verziji, Evil-Lyn je postala nova, ali zla, čarobnica dvorca Siva Lubanja koja se oslobodila svoje vezanosti uz dvorac tek kada je prigrabila Mač Moći i iskoristila njegovu moć. Kroz epizode je prisutno naslućivanje intimnog odnosa između nje i Skeletora, te s druge strane simpatije koje prema njoj gaji Beast Man.

## Sposobnosti, oružje i moći
Moćna je čarobnica koja može čarati sa ili bez svog čarobnog štapa s kristalnom kuglom na vrhu, koji joj je glavno oružje. Veoma je lukava i sposobna, kao i samostalna u svom djelovanju, a kada je to potrebno u stanju je i raditi Skeletoru i drugima iza leđa. To pokazuje njenu ambiciju da sama dohvati moć i stekne vlast u svoje ime.

## Vanjske poveznice
- Evil-Lyn – he-man.fandom.com (engl.)
- Evil-Lyn (Otkriće) – he-man.fandom.com (engl.)